# Coleção Plenos Pecados
A Coleção Plenos Pecados é uma série da Editora Objetiva composta por sete livros de sete autores diferentes. Cada livro tem como tema um pecado capital.

## Premissa
Definida pela editora como "um convite à reflexão - e também ao prazer", a coleção Plenos Pecados conta com sete obras de sete autores consagrados (sendo cinco deles brasileiros, um argentino e um chileno). A proposta da coleção é analisar os pecados que fascinam e aprisionam os homens ao longo dos séculos, sob um ponto de vista libertador e contemporâneo. A série nos apresenta as questões: o que deles, dos pecados, permanece, como noção de ofensa e erro, em nosso imaginário? Que limites traçam, até onde nos desafiam? Como oscilar, sem culpa e medo, entre a condenação e a celebração do pecado?

## Os livros
- Mal Secreto, de Zuenir Ventura (Inveja) - Uma jovem se envolve em um triângulo amoroso com trágicas consequências.
- Xadrez, Truco e outras Guerras, de José Roberto Torero (Ira) - Uma sátira envolvendo pessoas em conflitos durante a Guerra do Paraguai.
- O Clube dos Anjos, de Luis Fernando Verissimo (Gula) - Dez amigos decidem voltar a se reunir para elaborados jantares após conhecerem um rapaz misterioso que cozinha muito bem.
- A Casa dos Budas Ditosos, de João Ubaldo Ribeiro (Luxúria) - Uma baiana se lembra de sua vida libidinosa em meio a um período de conservadorismo.
- Canoas e Marolas, de João Gilberto Noll (Preguiça) - Um homem vai para uma ilha em busca de sua filha, mas mal se esforça no processo.
- Terapia, de Ariel Dorfman (Avareza) - Um executivo à beira de um ataque de nervos passa por um tratamento pouco ortodoxo.
- Vôo da Rainha, de Tomás Eloy Martínez (Soberba) - Um jornalista obcecado em provar sua superioridade diante das pessoas que investiga começa a ficar possessivo com relação a uma colega de trabalho.